# Компенсатор высоты
Компенса́тор высоты́ — транспортное устройство на шахтах, компенсирующее высоту при перемещении вагонеток в надшахтном строении клетьевого подъёма.
Рабочим элементом компенсатора является катковая пластинчатая цепь с кулаками-толкателями, которая перемещается по направляющим. Привод расположен на верхней площадке, натяжное устройство — на нижней. По всей длине компенсатора установлены удерживающие ролики, которые вагонетками отклоняются при их движении на подъёме, а после прохода вагонетки возвращаются в первичное положение.